# Volo China Airlines 140
Il volo China Airlines 140 era un volo di linea della China Airlines decollato dall'aeroporto di Taipei-Taoyuan con destinazione l'aeroporto di Nagoya. Il 26 aprile 1994 il volo era operato da un Airbus A300 quando durante l'atterraggio precipitò al suolo causando la morte di 264 occupanti. L'incidente risulta il più grave disastro aereo accaduto alla China Airlines, il secondo più grave disastro accaduto nel suolo giapponese, il terzo più grave incidente accaduto a un Airbus A300 e il 14º incidente più grave nella storia dell'aviazione.

## L'aereo
Il velivolo coinvolto nell'incidente era un Airbus A300B4-622R avente numero di registrazione B-1816 e MSN 580; costruito nel 1990, era motorizzato con due Pratt and Whitney PW-4158. Al momento dell'incidente il velivolo aveva compiuto 8.572 ore di volo.

## Passeggeri ed equipaggio

La mappa dei posti del volo 140.

A bordo dell'A300 viaggiavano 271 persone, 256 passeggeri e 15 membri dell'equipaggio. Il comandante era Wang Lo-Chi, 42 anni, con un totale di 8.340 ore di volo (gran parte delle quali sul Boeing 747), di cui 1.350 sull'Airbus A300. Il primo ufficiale era Chuang Meng-Jung, 26 anni, con 1.033 ore di volo sull'A300.

## L'incidente
L'Airbus A300 decollò dall'Aeroporto di Taipei alle 08:53 UTC proseguendo il volo verso l'aeroporto di Nagoya senza problemi.
Alle 11:13 UTC (20:13 ora locale) l'Airbus venne autorizzato all'atterraggio dal controllo del traffico aereo di Nagoya. 
Durante la fase finale dell'avvicinamento, alle ore 11:14:09, a 1.040 piedi di altitudine e a 5,5 km dalla pista, il primo ufficiale inserì erroneamente la modalità TO/GA (Take-Off/Go-Around). A questo punto i sistemi di volo dell'Airbus portarono i motori alla massima potenza; poco dopo si inserì il pilota automatico che portò l'inclinazione dello stabilizzatore da -5,3° al suo limite massimo di -12,3°, interrompendo bruscamente la fase di avvicinamento alla pista e facendo alzare notevolmente il muso del velivolo. Il comandante, resosi conto dell'errore, ordinò al primo ufficiale di disinserire il TO/GA e chiese al primo ufficiale di abbassare il muso del velivolo; in seguito il comandante fece notare per due volte al primo ufficiale che il TO/GA era ancora inserito.
Poiché l'aeromobile non rispondeva ai comandi del primo ufficiale, il comandante ordinò di diminuire la potenza dei motori per riprendere la discesa, non accorgendosi che ormai l'aereo si trovava a circa 1,8 km dalla pista ad un'altitudine di 510 piedi. A questo punto il comandante prese il controllo del velivolo e prima spostò le manette in avanti e poi le tirò nuovamente indietro; contemporaneamente spinse la barra di comando tutta in avanti; alle 11:15:11 ordinò il Go Around manuale e le manette vennero spostate nuovamente in avanti.
Mentre il primo ufficiale riportò alla torre di controllo la decisione del comandante di eseguire una riattaccata, l'Airbus iniziò a salire troppo velocemente, tanto che l'AOA crebbe notevolmente e la CAS diminuì rapidamente. Durante il Go Around l'inclinazione dello stabilizzatore passò da -12,3° a -7,4° e i flap vennero retratti da 40° a 15°. Alle 11:15.17 il GPWS segnalò ai piloti che il velivolo si trovava sotto al glideslope e dopo 7 secondi suonò l'avviso di stallo per 2 secondi. Alle 11:15:31 il muso dall'aereo si abbassò, dopo 6 secondi il GPWS segnalò ai piloti un impatto imminente con il terreno e l'allarme di stallo suonò fino al momento dell'impatto, avvenuto alle 11:15:45. Il luogo dell'incidente era distante circa 110 metri nord-est dal centro della pista 34.

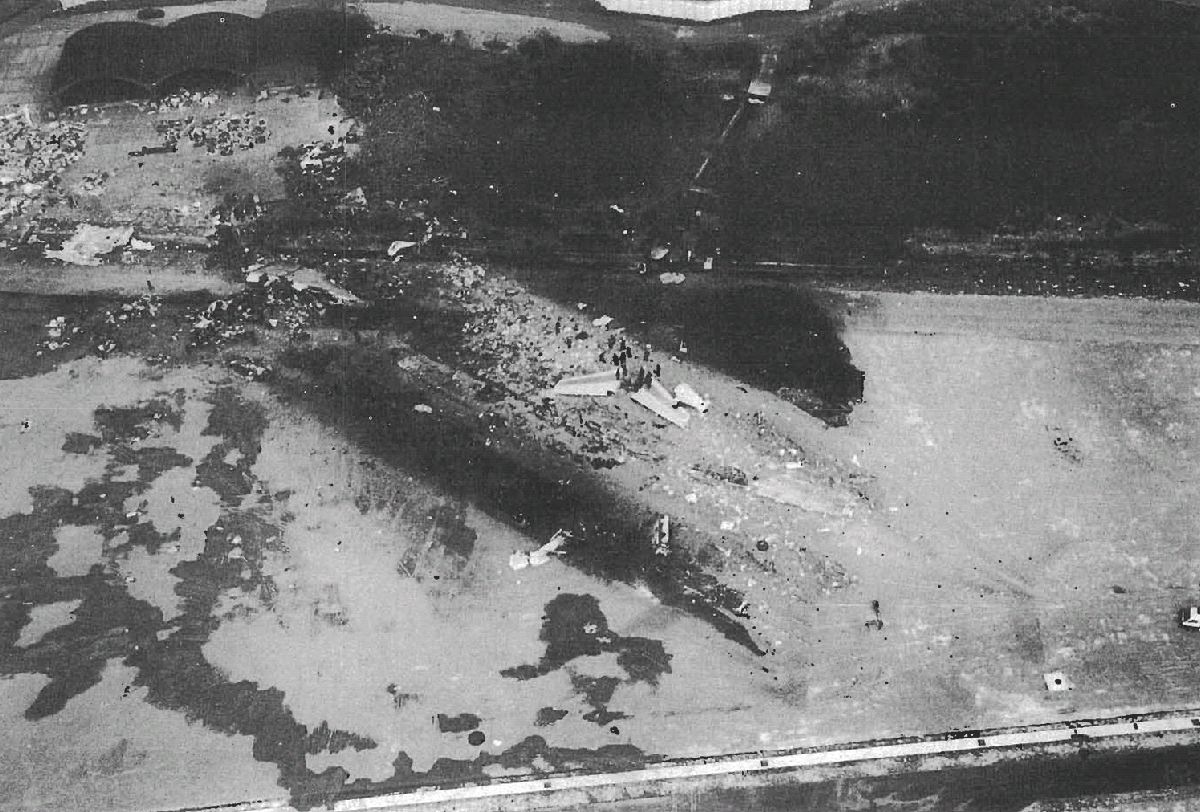
Il sito dell'incidente visto dall'alto

## Le indagini
Per accertare le cause dell'incidente venne subito nominata una commissione di inchiesta, presieduta dal Ministero dei Trasporti giapponese. In seguito all'analisi del Flight Data Recorder e il Cockpit Voice Recorder, gli investigatori stabilirono che le cause principali dell'incidente erano imputabili a:
- Attivazione involontaria da parte del co-pilota della modalità TO/GA, dovuta anche al design della manetta del velivolo.
- Attivazione dell'autopilota con modalità TO/GA ancora inserita; questo generò un conflitto tra le azioni dell'autopilota, che cercava di sollevare il muso dell'aereo per eseguire la riattaccata, e quelle del primo ufficiale, che spingeva la barra in avanti per mantenere l'aereo nel glideslope.
- Incapacità del comandante di comprendere la situazione di conflitto fra le azioni dell'autopilota e del primo ufficiale.
- A causa dell'illuminazione del cockpit i piloti non potevano vedere la posizione della ruota del trim.
- Nessun avviso informò i piloti che l'autopilota aveva raggiunto il limite massimo per il trim dello stabilizzatore.

Inoltre, la complessità delle azioni da compiere per disattivare il pilota automatico in seguito al comando involontario di Go-Around contribuì all'incidente. Nessuno dei due piloti, infatti, seguì le istruzioni previste dal manuale; l'unico tentativo per uscire dalla modalità di Go-Around fu quello di spingere la barra di comando in avanti da parte del co-pilota, su istruzione del comandante. Le indagini rivelarono che quest'ultimo era stato addestrato per pilotare l'A300 in un simulatore di volo a Bangkok, programmato diversamente circa la disattivazione del sistema di Go-Around: ciò, insieme alla sua precedente esperienza nel pilotare il Boeing 747, aveva portato alla convinzione che quella semplice manovra avrebbe funzionato anche sul velivolo dell'incidente.

## Procedimenti giudiziari
I pubblici ministeri giapponesi hanno rifiutato di perseguire l'accusa di negligenza professionale nei confronti degli alti dirigenti della compagnia aerea poiché era "difficile mettere in dubbio la responsabilità penale dei quattro individui perché i livelli attitudinali raggiunti attraverso la formazione presso il vettore erano simili a quelli di altre compagnie aeree". I piloti non potevano essere perseguiti poiché erano morti nell'incidente.
È stata intentata un'azione collettiva contro China Airlines e Airbus Industries per un risarcimento. Nel dicembre 2003, il tribunale distrettuale di Nagoya ha ordinato a China Airlines di pagare un totale di 5 miliardi di yen a 232 persone, ma ha esonerato Airbus da ogni responsabilità. Alcuni dei defunti e dei sopravvissuti ritennero che il risarcimento fosse inadeguato e fu intentata un'ulteriore azione collettiva che alla fine fu risolta nell'aprile 2007 quando la compagnia aerea si scusò per l'incidente e fornì un risarcimento aggiuntivo.

## Aggiornamento del software
Nove mesi prima dell'incidente, Airbus aveva inviato ai suoi clienti un bollettino nel quale consigliava di modificare il sistema di volo di tutti gli A300 e A310 con lo scopo di permettere ai piloti di disinserire il pilota automatico mediante azioni manuali sulla barra di comando, come quella che effettuò il co-pilota su questo volo. China Airlines ritenne questa modifica non urgente e l'avrebbe applicata solo in occasione di un'interruzione di servizio più sostanziale.
In seguito allo schianto del volo 140, l'autopilota dell'Airbus A300 venne definitivamente modificato per semplificare la sua disattivazione in modalità Go-Around, così come la lista di controllo in caso di utilizzo della modalità TO/GA. Se i piloti notano, durante una manovra di atterraggio o riattaccata, un comportamento inusuale del velivolo devono controllare il funzionamento dell'autopilota e, se necessario, disinserirlo.

## Conseguenze
Il 3 maggio 1994, la Civil Aeronautics Administration (CAA) della Repubblica di Cina (Taiwan) ha ordinato a China Airlines di modificare i computer di controllo di volo in seguito alla notifica della modifica da parte di Airbus. Il 7 maggio 1994, la CAA ha ordinato a China Airlines di fornire formazione supplementare e una rivalutazione delle competenze per tutti i piloti dell’A300-600R.
In seguito all'incidente, China Airlines ha deciso di ritirare il volo CI140 su questa rotta e di cambiarlo in CI150 dopo l'incidente. China Airlines opera ora questa rotta con l'aereo Airbus A330-300 e da allora l'A300 è stato ritirato.
Il 26 aprile 2014, 300 persone in lutto si sono riunite a Kasugai, Aichi, per una commemorazione dell'incidente nel 20º anniversario dell'incidente.

## Il volo China Airlines 140 nei media
Il volo China Airlines 140 è stato analizzato nella puntata Pochi minuti all'impatto della diciassettesima stagione del documentario Indagini ad alta quota trasmesso da National Geographic Channel.